# 民族未来主義
民族未来主義（みんぞくみらいしゅぎ、エスノフューチャリズム、Ethnofuturism）は、エストニアに起源を持つ芸術、及び哲学における運動で、いくつかの段階を経て発展してきた。その初期段階（1989年から1994年）では、前衛的な芸術運動としての特徴を持っており、未来主義を重視し、パロディや不条理、挑発的な表現を強調していた。1994年に発表された「第一回民族未来主義者宣言」を契機に、第二段階が始まり、この時期からは民族的な要素に重点を置き、伝承やボレアリズム（北方主義）、フィン・ウゴル諸民族の問題に焦点を当てるようになった。
2010年代後半には、この用語がエストニアや国際的なオルタナ右翼運動によって採用され、彼らの民族主義的な計略を表す言葉となった。彼らは帝国主義を、アイデンティティに基づくナショナリズムにとって有害な力と見なし、新たなヨーロッパ文明を築くことを目指している。それは、東ヨーロッパを中心とした「インテルマリウム」という形で、アイデンティティやルーツに基づく新しい文明を創造することを意味しており、アメリカとロシアの帝国主義を打倒し、白人エスノステートに置き換えることが目標とされている。民族未来主義には、文化的・文明的な側面があり、バルト海から黒海に至る地政学的ブロックを固める役割を果たす。
民族未来主義は特に、異なる国々のナショナリスト間の協力を重視している。そのため、地域的な帝国主義や優越主義的な考えは害とみなされる。地域の民族性が血統と土地に基づくことが多いこの地域では、民族未来主義は地域的に根ざしたアイデンティティを互いに統合することに焦点を当てている。多くの民族未来主義は、人間と自然を世界全体にわたる集団として不可分に結びついているもの、すなわち生きた有機体のような存在と理解している。すなわち、民族未来主義は新異教主義と一部の側面を共有している。
「民族未来主義」という用語は、エストニアの詩人カール・マルティン・シニヤルヴによって造語された。民族未来主義の社会的背景は、1980年代後半のエストニアにおける「歌う革命」運動に関連しており、その後、バルト地域のナショナリストによって共通の文明的プラットフォームを築くための哲学が発展した。民族未来主義の哲学は、エストニア保守人民党やラトビアの国民連合の政治家の間で人気があり、特にルーベン・カーレプやライヴィス・ゼルティティスが著名である。彼らは、同様の考えを共有するウクライナのナショナリストやヴィシェグラード・グループの加盟国の組織と密接に協力している。ウクライナのナショナル・コーも民族未来主義の哲学を支持している。

## 参照
1. ↑  Hennoste, Tiit (2012). “Ethno-Futurism in Estonia”. International Yearbook of Futurism Studies 2 (1). doi:10.1515/futur-2012.0015. ISSN 2192-029X.
2. 1 2 3  Louis Wierenga. Russians, Refugees and Europeans: What shapes the discourse of the Conservative People's Party of Estonia?
3. 1 2 3  Alexandra Wishart. How the Ukrainian far-right has become one of the biggest proponents of Intermarium
4. ↑  Kauksi Ülle: Eesti ei ole fašistlik riik
5. ↑  The macro-regional project of Intermarium: The Baltic state’s perspective